# Austrohyaloma
Austrohyaloma is een geslacht van wantsen uit de familie van de Miridae (Blindwantsen). Het geslacht werd voor het eerst wetenschappelijk beschreven door Carvalho & Gross in 1979.

## Soorten
Het genus bevat de volgende soort:

- Austrohyaloma collessi Carvalho & Gross, 1979